# Острая молния
«Острая молния», также «горячая молния» (нидерл. Hete bliksem) — старое и популярное до сих пор голландское блюдо. В Германии блюдо носит название «небо и земля».
Это составное рагу, состоящее из двух частей картофеля, одной части кислых яблок, одной части яблок сладких сортов или груш, и одной части лука, с добавлением соли, перца и сахара. Блюдо обычно подаётся с кровяной колбасой, в Кёльне — с флёнцем. В Гелдерланде Острую молнию традиционно едят с говядиной. Также часто встречаются рецепты с использованием свинины, бекона, ветчины и французской горчицы.
Это блюдо также называют своим традиционным кушаньем в регионах Рейна, Вестфалии, Нижней Саксонии. Оно было известно с 18 века и также пользовалось популярностью в Силезии. Блюдо обычно готовили из мяса, добавляя жареный лук, картофельное пюре и яблочный соус. Вариантов мясной начинки было много: жареный бекон, фарш, кровяная или копчёная колбаса, грудинка.
Несмотря на утверждения, что традиционная голландская еда всё реже появляется сегодня на обеденных столах, существует множество рецептов приготовления этого блюда, что говорит о его непреходящей популярности. «Горячая молния» из картофельного пюре, яблок и бекона или с другими составляющими остаётся любимым рецептом многих голландских семей.
Рецептом делятся множество кулинарных сайтов, приводя доводы в пользу «золотой комбинации» для него, а именно — сладкого картофеля, тимьяна и мёда. Непременные составляющие классического рецепта — кислые яблоки и картофель, которые растираются в пюре и много хрустящих кусочков жареного бекона. Идеальный баланс — смесь сладких и кислых яблок. Картофель и яблоки (в соотношении 1 часть и 2 части соответственно) варятся в одной кастрюле. На самый низ кладут картофель, яблоки сверху. Затем укладывают кусочки бекона (можно заменить копчёной колбасой или фаршем). Мясо вынимается, режется на кусочки, воду сливают, оставляя немного для пюре, затем всё перемешивается, или мясо кладут сверху пюре.
Существует множество разновидностей приготовления этого блюда. Основной ингредиент — тушёное мясо с разными овощами: капустой (свежая и квашеная), морковью, яблоками и луком. Хозяйки могли использовать любой другой овощ или даже фрукт.
В 2019 году на 25-м ежегодном международном турнире Snert-en Stamppotkoken в Нидерландах, где соревнуются лучшие повара и любители, Карин Кейзер (гол. Karin Keizer) приготовила штрудель «Горячая молния», в котором «был соблюдён идеальный баланс между вкусом, запахом, цветом», и завоевала звание чемпиона мира.

## Этимология
Благодаря использованию яблок и груш блюдо содержит много влаги, из-за чего оно долго сохраняет высокую температуру. Кроме того, яблочные пюре в смеси с картофельным способствует тому, что блюдо остаётся горячим в течение длительного периода времени, поэтому при еде можно обжечь рот. Вероятно, из-за этого блюдо получило ещё одно своё название или вариант перевода — «горячая молния».
В Германии это блюдо и похожие на него рецепты с картофелем и яблоками или другими овощами называют Himmel und Erde («небо и земля»). Такое название происходит, возможно, от двух основных ингредиентов, двух видов «яблок»: яблок с деревьев — «с неба» — и картофеля — из земли. Согласно диалектам Erdapfel или Äädappel, в Рейнской области картофель переводится как «земляное яблоко». На приготовленное блюдо в Германии часто укладывают слой обжаренного и нарезанного кубиками бекона с пережаренным луком.